# 大力士经

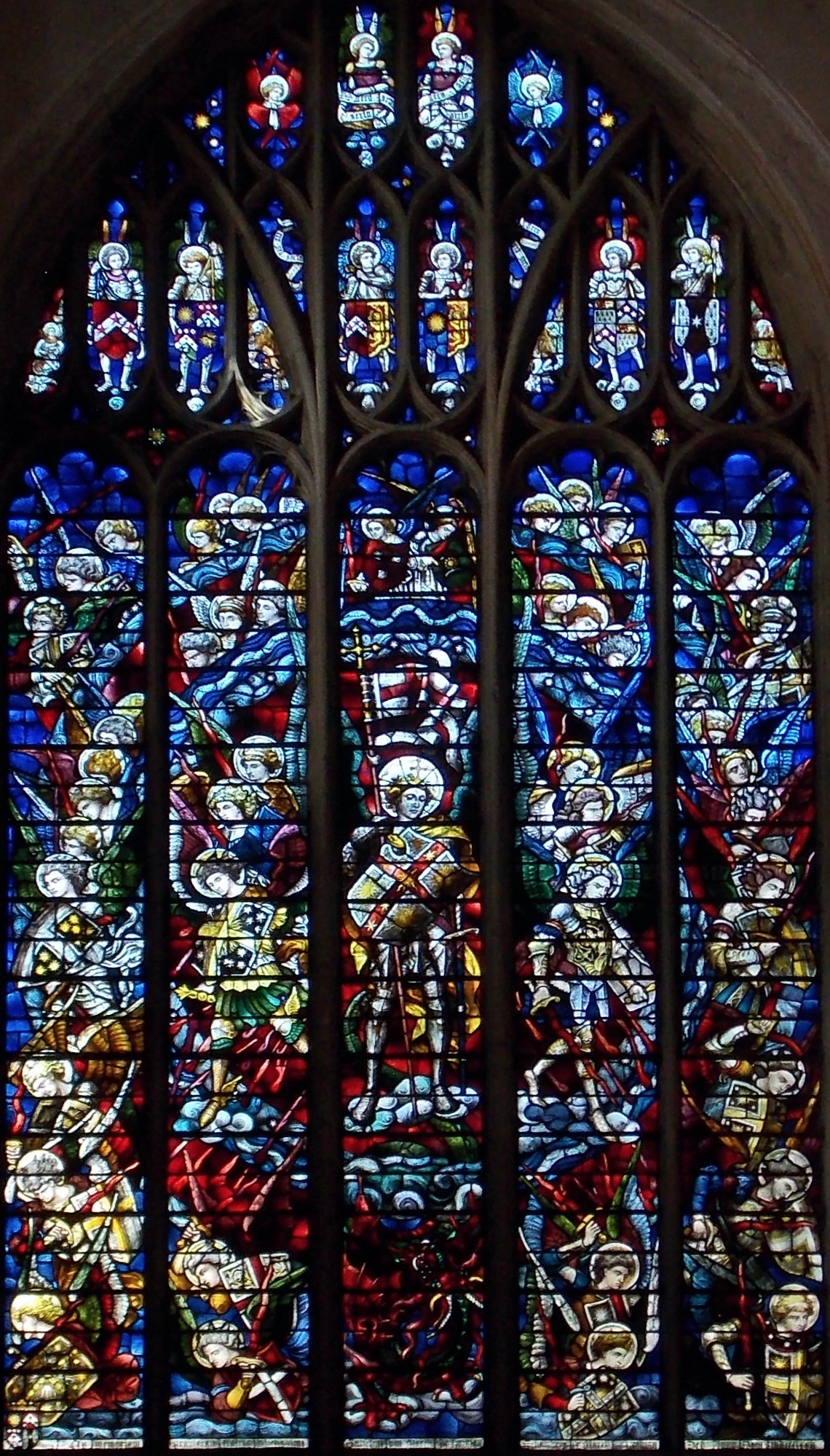
天使軍團準備進入戰鬥。

《大力士经》（英語：The Book of Giants），摩尼教的七部大经之一。这部经书在《仪略》中音译为“俱缓部”，音译自中古波斯语或帕提亚语的「Kawan」，意义为“巨人”。

## 经名考释
《大力士经》在科普特文文献中称之为 Tgraphe nngigas、Pjome nngigas 或 Pjome nncalashire，在阿拉伯文中称之为Sifr al-jababira，意义均为“巨人”。这部经书亦可称为《巨人书》。
| 《克弗莱亚》148；《布道书25》 | 《赞美诗》46-47；139-40 | 《克弗莱亚》5            | 《布道书》94               | 《摩尼光佛教法仪略》      |
| ----------------------------- | ----------------------- | ------------------------ | -------------------------- | ------------------------- |
| nGigas                        | nCalashire              | graphē ntlaice nnParthos | Graphe [ ntlaice nnParthos | 俱缓（中古波斯文：kawan） |

## 经文内容
摩尼应末阿莫之请，用叙利亚文撰写了这部包括很多神话故事的著作。这部经书的残片包括中古波斯文、粟特文和回鹘文等多种中亚语言。在这部经书中，摩尼写下了创造世界后的一些神话故事：在暗魔被诸明使镇压后，光明使者们派遣一些守望者去看守这些恶魔。然而，这些守望者们逐渐被恶魔诱惑而堕落，本应作为狱卒的守望者们反而变成了被关押在天上的恶魔。他们失去了自己的神性，来到地上，犯下种种恶行，把奇技淫巧教给人类，把天上的秘密告诉人类。他们与人类的女儿交合，生下了巨人（拿非利人）。这些奈非天无恶不作，危害人间。天使们听到了人间的哀痛，于是神下令囚禁守望者、消灭奈非天，派以诺去宣示神意。奈非天们求以诺向神说情，却毫无作用，奈非天们陷入绝望之中。在最后的战争中，奈非天们被四大天使拉斐爾、米迦勒、加百列和伊斯瑞爾（即烏列爾）所击败。
有学者认为，由于巴赫拉姆一世及其继任者们成为了摩尼教的主要敌人，摩尼教徒们遂将原本被列入摩尼七经中的《沙卜拉干》撤出经典之列，以《大力士经》替换之。《大力士经》可以解释为以巨人的悲剧暗示国王的结局。在中古波斯文和帕提亚文中，kawan一词既有“巨人”之意，也有“王子、领主”的意思。

## 起源
《大力士经》中记载的巨人的故事，最早可以追溯到圣经中《创世纪》第六章。“当人在地上开始繁殖，生养女儿时，天主的儿子见人的女儿美丽，就随意选取，作为妻子。上主于是说：「因为人既属于血肉，我的神不能常在他内；他的寿数只可到一百二十岁。」当天主的儿子与人的儿女结合生子时，在地上已有一些巨人，（以后也有）他们就是古代的英雄，著名的人物。”
这段记述在希伯来启示文学《以諾書》中得到了扩充和发展。在此基础上，形成了一份以巨人故事为主的犹太教经典《巨人书》。摩尼在犹太化的基督教教会中成长，他吸收了《以诺书》和《巨人书》的素材，创作出了属于自己的经典《大力士经》。
《巨人书》的残片后来在死海古卷中被发现。一般认为《巨人书》起源于闪族神话，但考古发现证明它可能最先由亚兰语写成。 8-11它的题材主要来源于《以诺一书》7:3-6，作者未知，也未曾发现完整的版本。《巨人书》记载，守望者们与女人交合，生出巨人，并教会女人们巫术、咒语和植物的知识。巨人们吃掉所有人种出的食物，人们不再愿意喂养巨人，巨人就转过身来要吃掉他们。巨人们吃掉飞鸟、野兽、爬虫和鱼类，甚至吞噬彼此的肉体，以血为饮料。此外，在这份文献中还记载了苏美尔人英雄吉尔伽美什和怪物胡姆巴巴的故事。
《巨人书》的主题是他们在洪水中即将出现的毁灭和迎来的审判，这主题在一系列梦中反复地向他们启示。巨人们因这梦境而求告以诺，希望了解他们的命运，这即将到来的毁灭令他们感到不安。最后，巨人们被完全毁灭，这揭示了神之审判和意志的必然性。